# Пољско-руски рат (1605—1618)
Пољско-руски рат вођен је од 1605. до 1618. године током немира у Русији познатих као "Смутно време". Пољски краљ Жигмунд III умешао се у борбу око руског престола. Рат је завршен мировним споразумом у селу Деулино којим се Русија одрекла Смоленска што ће касније довести до избијања Смоленског рата.
Русија је проживљавала време невоља од смрти цара Феодора I 1598. године, што је изазвало политичку нестабилност и насилну кризу сукцесије након изумирања династије Рјуриковича, и била је опустошена великом глађу од 1601. до 1603. године. Пољска је искористила грађанске ратове у Русији када су припадници пољске шљахтске аристократије почели да утичу на руске бојаре и подржавају Лажног Дмитрија за титулу цара Русије против крунисаних Бориса Годунова и Василија IV Шујског. Године 1605, пољски племићи водили су серију окршаја све до смрти Лажног Дмитрија I 1606. и поново извршили инвазију 1607. док Русија није склопила војни савез са Шведском две године касније. Пољски краљ Сигисмунд III Васа је објавио рат Русији као одговор 1609. године, са циљем да добије територијалне уступке и ослаби савезника Шведске, извојевајући многе ране победе као што је битка код Клушина. Године 1610, пољске снаге су ушле у Москву, а Шведска се повукла из војног савеза са Русијом, уместо тога покренувши Ингријски рат.
Сигисмундовог сина, пољског принца Владислава, Седморица бојара су изабрали за цара у септембру 1610, али је Сигисмунд одбио да дозволи свом сину да постане нови цар осим ако Московљани не пристану да пређу у католичанство, те су пропољски бојари престали да подржавају Пољско-Литванску Комонвелт. Године 1611, Кузма Минин и принц Дмитриј Пожарски формирали су нову војску да покрену народну побуну против пољске окупације. Пољаци су заузели Смоленск у јуну 1611, али су почели да се повлаче након што су протерани из Москве у септембру 1612. Михаил Романов, син московског патријарха Филарета, изабран је за руског цара 1613. године, чиме је започела династија Романових и окончано време невоља. Уз мало војних акција између 1612. и 1617. године, рат је коначно окончан 1618. Деулинским примирјем, којим су Пољско-литванској заједници дати одређени територијални уступци, али је сачувана независност Русије.
Рат је био први велики знак ривалства и немирних односа између Пољске и Русије који трају до данас. Његове последице су имале дуготрајан утицај на руско друштво, стварајући негативан стереотип о Пољској у Русији, и што је важније, дајући почетак династији Романов која је владала Русијом три века до Фебруарске револуције 1917. Такође је оставила значајан траг у руској култури, са познатим писцима и композиторима који осликавају рат у делима као што су драма Борис Годунов Александра Пушкина (прерађена у оперу Модеста Мусоргског), Живот за цара Михаила Глинке, Пан Војевода Николаја Римског-Корсакова, као и филмови Минин и Пожарски и 1612.

## Увод у рат
Крајем 16. и почетком 17. века Русија је била у стању политичке и економске кризе. После смрти цара Ивана IV („Грозног“) 1584. и смрти његовог сина Димитрија 1591. године, неколико фракција се надметало за царски престо. Године 1598, Борис Годунов је крунисан на руски престо, што је означило крај вишевековне владавине династије Рјуриковича. Иако је његова политика била прилично умерена и добронамерна, његова владавина је била поремећена општом перцепцијом њеног сумњивог легитимитета и наводима о његовој умешаности у оркестрирање убиства Димитрија. Док је Годунов успео да стави опозицију под своју власт, није успео да је потпуно скрши. Да би његове невоље биле веће, прве године 17. века биле су изузетно хладне. Пад температуре осетио се у целом свету и највероватније је изазван тешком ерупцијом вулкана у Јужној Америци. У Русији је то резултирало великом глађу која је захватила земљу од 1601. до 1603. године.
Крајем 1600. године, пољска дипломатска мисија коју је предводио канцелар Лав Сапега са Елијашом Пјелгржимовским и Станиславом Варшицким стигла је у Москву и предложила савез између Комонвелта и Русије, који би укључивао будућу персоналну унију. Они су предлагали су да након смрти једног монарха без наследника, други постане владар обе земље. Међутим, цар Годунов је одбио предлог уније и одлучио да продужи Споразум Јам-Запољског, којим су окончани Литвански ратови у 16. веку, за 22 године (до 1622).
Сигисмунд и магнати Комонвелта су добро знали да нису способни ни за какву озбиљну инвазију Русије; војска Комонвелта је била премала, њена ризница је увек била празна, а рату је недостајала подршка народа. Међутим, како се ситуација у Русији погоршавала, Сигисмунд и многи магнати Комонвелта, посебно они са имањима и снагама близу руске границе, почели су да траже начин да профитирају од хаоса и слабости свог источног суседа. Ово се показало лаким, јер су у међувремену многи руски бојари, незадовољни грађанским ратом који је био у току, покушавали да намаме различите суседе, укључујући Пољско-Литвански Комонвелт, да интервенишу. Неки од њих су гледали на сопствени профит, покушавајући да организују подршку сопственом успону на руски престо. Други су гледали на свог западног суседа, Комонвелт, и његове атрактивне Златне слободе, и заједно са неким пољским политичарима планирали неку врсту уније између те две државе. Ипак, други су покушали да повежу своју судбину са судбином Шведске у ономе што је постало познато као Де ла Гардијева кампања и Ингријски рат.
Заговорници уније Пољске и Литваније са Русијом предложили су план сличан првобитној пољско-литванској Унији у Лублину који укључује заједничку спољну политику и војску; право племства да бира место где ће живети и да купује поседе; уклањање баријера за трговину и транзит; увођење јединствене валуте; повећана верска толеранција у Русији (нарочито право на подизање цркава неправославних вера); и слање бојарске деце на школовање у развијеније пољске академије (попут Јагелонског универзитета). Међутим, овај пројекат никада није добио велику подршку. Многи бојари су се плашили да ће унија са претежно католичком Краљевином Пољском и Великом кнежевином Литваније угрозити руску православну традицију и противили су се свему што угрожава руску културу, посебно политици усмереној на смањење утицаја православне цркве, мешовитим браковима и образовањем у пољским школама, што је већ довело до успешне полонизације русинских земаља под пољском контролом.

## Рат

### Смутно време (1584—1613)
Период од смрти Ивана Грозног до доласка Михаила Романова на власт (1584—1613) карактерише раздобље немира. Централна власт је слаба, а борба са племством заоштрена.

### Димитријаде (1605—1609)
После смрти Ивановог сина Фјодора (1598) на власт долази Борис Годунов. Он управља Русијом до своје смрти 1605. године. У то време морао се борити против „лажног Димитрија“, претендента на престо, наводног сина Ивана Грозног, кога подржавају бољари, Пољаци и Католичка црква. Лажни Димитрије не испуњава очекивања својих савезника и бива убијен 1606. године. Бољари на престо постављају Василија Шујског. Шујски се суочава са непријатељством Пољака који кандидују „другог лажног Димитрија“ 1607. године. Пољаци опседају Москву.

### Отворени рат (1609—1618)
Шујски покушава да се споразуме са Швеђанима и склапа са њима споразум 1609. године против Пољака и бољара. Пољаци подржавају Жигмундовог сина Владислава. Другог лажног Димитрија користе да 1610. године објаве Русији рат и опседну Смоленск. У бици код Клушина исте године поражене су руске и шведске снаге. Пољаци улазе у Москву и збацују Шујског. Русија је под контролом Пољске и Шведске. Пољаци подржавају Владислава, а Швеђани Густава Адолфа, за руског цара. Постепено се руске снаге окупљају око генерала Прокопија Љапунова који протерује странце из Русије. Њега убијају, а његове снаге се разбијају. Наредне, 1612. године, снаге се окупљају око Кузма Мињина, месара из Новгорода. Вође покрета раде на успостављању реда и мира. Сазивају Земски сабор у Јарослављу. На њему је Михаил Романов изабран за цара (1613—1645). Тиме почиње вишевековна владавина династије Романов Русијом.

### Последице
У време немира Русија губи више од 2,5 милиона становника. Народна војска заузела је 1612. године Москву, али се она налази у рушевинама. Швеђани држе Новгород, а Пољаци западни део земље. Посредством Енглеске, Русија и Шведска 1617. године склапају мир. Шведска се одриче претензија на руску круну и Новгорода, али задржава поседе у Ингрији чиме спречава излаз Русије на море. Преговори са Пољском отегли су се око Смоленска. Русија га се, коначно, одрекла. Мир је склопљен 1618. године.